# Lašva (župa)
Lašva je ranosrednjovjekovna bosanska politička župa. Prvi se put spominje 1244. godine u povelji Bele IV
Nalazila se zapadno od političke župe Vrhbosne, u travničkom kraju. Sa župom Brod činila je jezgru srednjovjekovne bosanske države. Obuhvaćala je prostor od rijeke Bile na istoku, na jugu se prostirala do padina Vranice i Bistričke rike, a granica prema zapadu išla je rijekom Ugrom, preko Orašca obroncima Ranče do Dobretića, preko Radeške kose do Vitolja, Ponira i Paleža. Granica dalje nastavlja preko Crnog Vrha, Gradine i Hatarića na Radalj i Komar odakle počinje južna granica.
Od 12. stoljeća do 1463. i dolaska Osmanlija bila je u sastavu bosanske države.